# Кржеті
Кржеті (словен. Kržeti) — поселення в общині Содражиця, регіон Південно-Східна Словенія, Словенія.